# Bałwanica

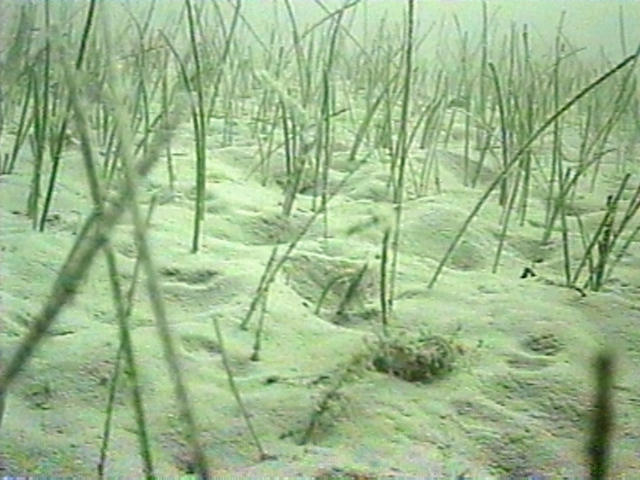
Cymodocea nodosa

Bałwanica (Cymodocea K.D.Koenig) – rodzaj traw morskich należący do rodziny bałwanicowatych (Cymodoceaceae), obejmujący 4 gatunki występujące w litoralu mórz i oceanów klimatu zwrotnikowego i podzwrotnikowego Starego Świata.
Nazwa naukowa rodzaju pochodzi od mitycznej nereidy Cymodoce, opiekunki Posejdona.

## Zasięg geograficzny
Cymodocea nodosa występuje jedynie w Oceanie Atlantyckim: w Makaronezji i Afryce, od Mauretanii do Senegalu oraz w Morzu Śródziemnym i jego odgałęzieniach wzdłuż wybrzeży południowej Europy, północnej Afryki i zachodniej Azji. Cymodocea angustata jest endemiczna dla Australii Zachodniej. Pozostałe gatunki występują w Oceanie Indyjskim: w Morzu Czerwonym, od Sudanu do Somalii, w Afryce, od Somalii do Mozambiku, Seszeli i Madagaskaru oraz wzdłuż wybrzeży Indii, Indochin, Hongkongu, Riukiu, przez wyspy Azji Południowo-Wschodniej do północnej i zachodniej Australii, a także w Oceanie Spokojnym, od Papui-Nowej Gwinei do Wysp Karolińskich.

## Morfologia
PokrójTrawy morskie tworzące podwodne łąki.
ŁodygaRozgałęzione kłącze, ukorzeniające się w węzłach.
LiścieNa krótkich, wzniesionych pędach wyrastających w węzłach kłącza powstaje wiązka od 2 do 7 liści, o spłaszczonych i równowąskich, całobrzegich lub ząbkowanych blaszkach, z 7–17 równoległymi żyłkami przewodzącymi. Liście tworzą uszkowate, języczkowate pochwy.
KwiatyRośliny dwupienne. Kwiaty pojedyncze, pozbawione okwiatu. Kwiaty męskie szypułkowe, dwupręcikowe. Pyłek nitkowaty. Kwiaty żeńskie siedzące, o szyjkach słupków rozdzielonych na 2 nitkowate znamiona.
OwoceBocznie spłaszczone, dzióbkowate.

## Biologia i ekologia
RozwójWieloletnie, wodne geofity (hydrogeofity), wodopylne.
SiedliskoLitoral. Na grubym piasku i osadach drobnoziarnistych.
Interakcje międzygatunkowePodwodne łąki bałwanic stanowią schronienie wielu gatunków ryb. W Oceanie Atlantyckim Cymodocea nodosa jest zasiedlana między innymi przez alterynę Boyera, karpieńczyka hiszpańskiego, Pomatoschistus marmoratus, cefala złocistego i Liza saliens.

## Systematyka
Pozycja rodzaju według Angiosperm Phylogeny Website (aktualizowany system APG IV z 2016)Rodzaj należy do rodziny bałwanicowatych (Cymodoceaceae Vines), rzędu żabieńcowców (Alismatales Dumort.), w kladzie jednoliściennych (monocots).
Gatunki
- Cymodocea angustata Ostenf.
- Cymodocea nodosa (Ucria) Asch.
- Cymodocea rotundata Asch. & Schweinf.
- Cymodocea serrulata (R.Br.) Asch. & Magnus

## Zagrożenie i ochrona
Wszystkie gatunki bałwanic zostały ujęte w Czerwonej księdze gatunków zagrożonych ze statusem LC (mniejszej troski). Nie są znane poważne zagrożenia tych roślin. Występują jednak lokalne zagrożenia wynikające z działalności człowieka, przede wszystkim prowadzonej gospodarki morskiej, przemysłu, budowy portów i prowadzenia prac na dnie morskim. Ich stanowiska występują w lokalnych formach obszarowej ochrony przyrody morskiej.